# (12769) Kandakurenai
(12769) Kandakurenai est un astéroïde de la ceinture principale.

## Description
(12769) Kandakurenai est un astéroïde de la ceinture principale. Il fut découvert le 18 mars 1994 à Kitami par Kin Endate et Kazuro Watanabe. Il présente une orbite caractérisée par un demi-grand axe de 2,26 UA, une excentricité de 0,14 et une inclinaison de 6,0° par rapport à l'écliptique.

## Compléments